# دادستان کل ایالت

وابستگی حزبی دادستان‌های کل ایالات آمریکا

در هر یک از ۵۰ ایالت آمریکا و قلمروها دادستان کل ایالت مشاور ارشد حقوقی حکومت ایالتی. مأمور ارشد اجرای قانون ایالت است. در برخی ایالات دادستان کل به عنوان رئیس وزارت دادگستری ایالت فعالیت می‌کند و مسئولیت‌هایش مشابه وزارت دادگستری ایالات متحده آمریکا است.
ترکیب حزبی کنونی دادستان‌های کل ایالات به این گونه است
- ۲۷ حزب جمهوری‌خواه
- ۲۲ حزب دموکرات
- ۱ مستقل

در قلمروها و ناحیه‌ها
- ۲ حزب دموکرات
- ۲ مستقل
- ۱ حزب جمهوری‌خواه

## انتخاب
رایجترین شیوهٔ انتخاب دادستان کل ایالت از طریق مراجعه به آرای عمومی است. در ۴۳ ایالت دادستان کل انتخابی است دادستان‌های کل انتخابی به جز در ورمانت که دوره اش دو ساله است، چهار سال مشغول به کارند.